# Sanchezia decora
Sanchezia decora är en akantusväxtart som beskrevs av Emery Clarence Leonard och L. B. Smith. Sanchezia decora ingår i släktet Sanchezia och familjen akantusväxter. Inga underarter finns listade i Catalogue of Life.